# Cambrils

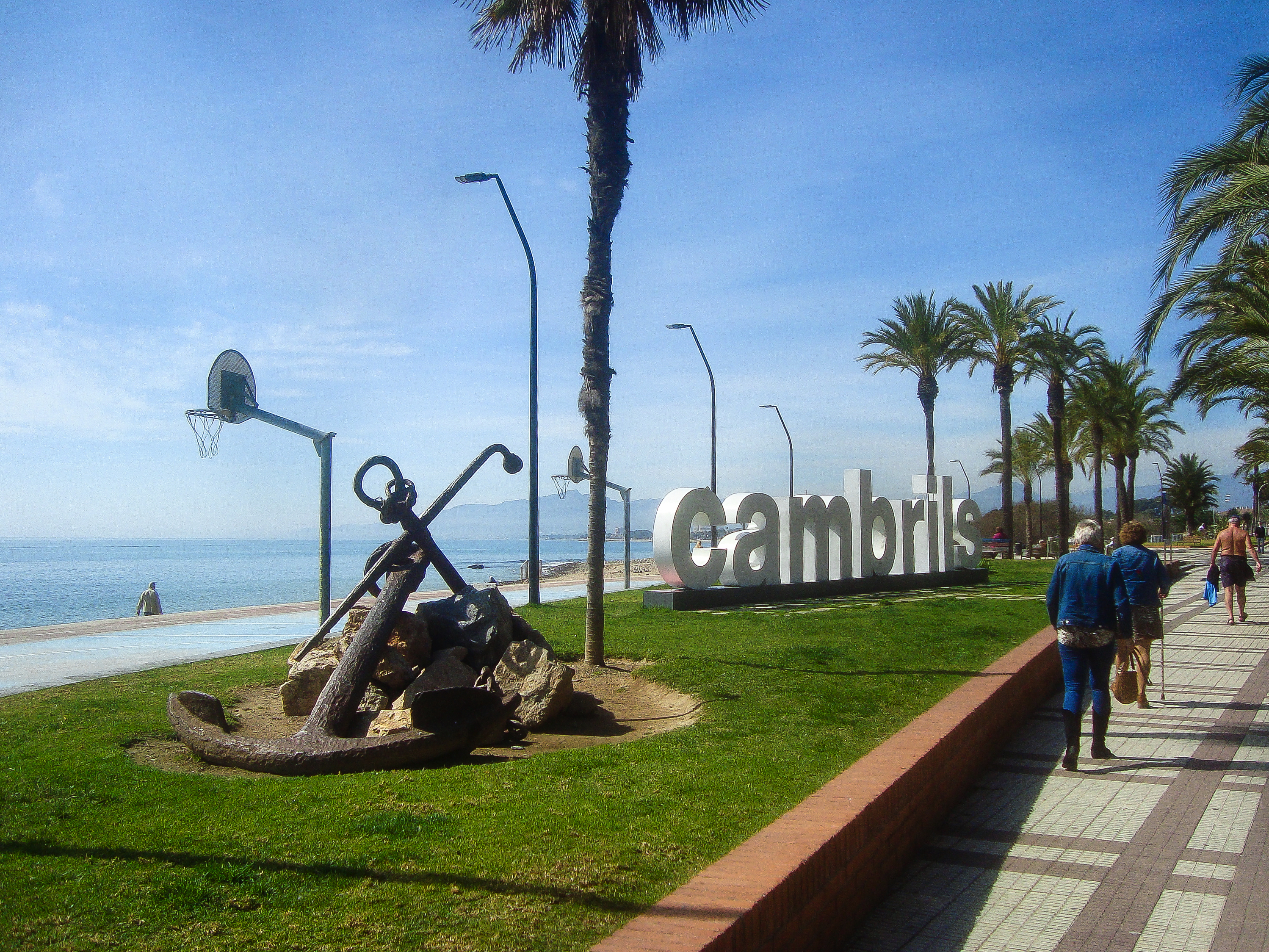
Cambrils

Cambrils là một đô thị trong comarca Baix Camp, tỉnh Tarragona, cộng đồng tự trị Catalonia, Tây Ban Nha.

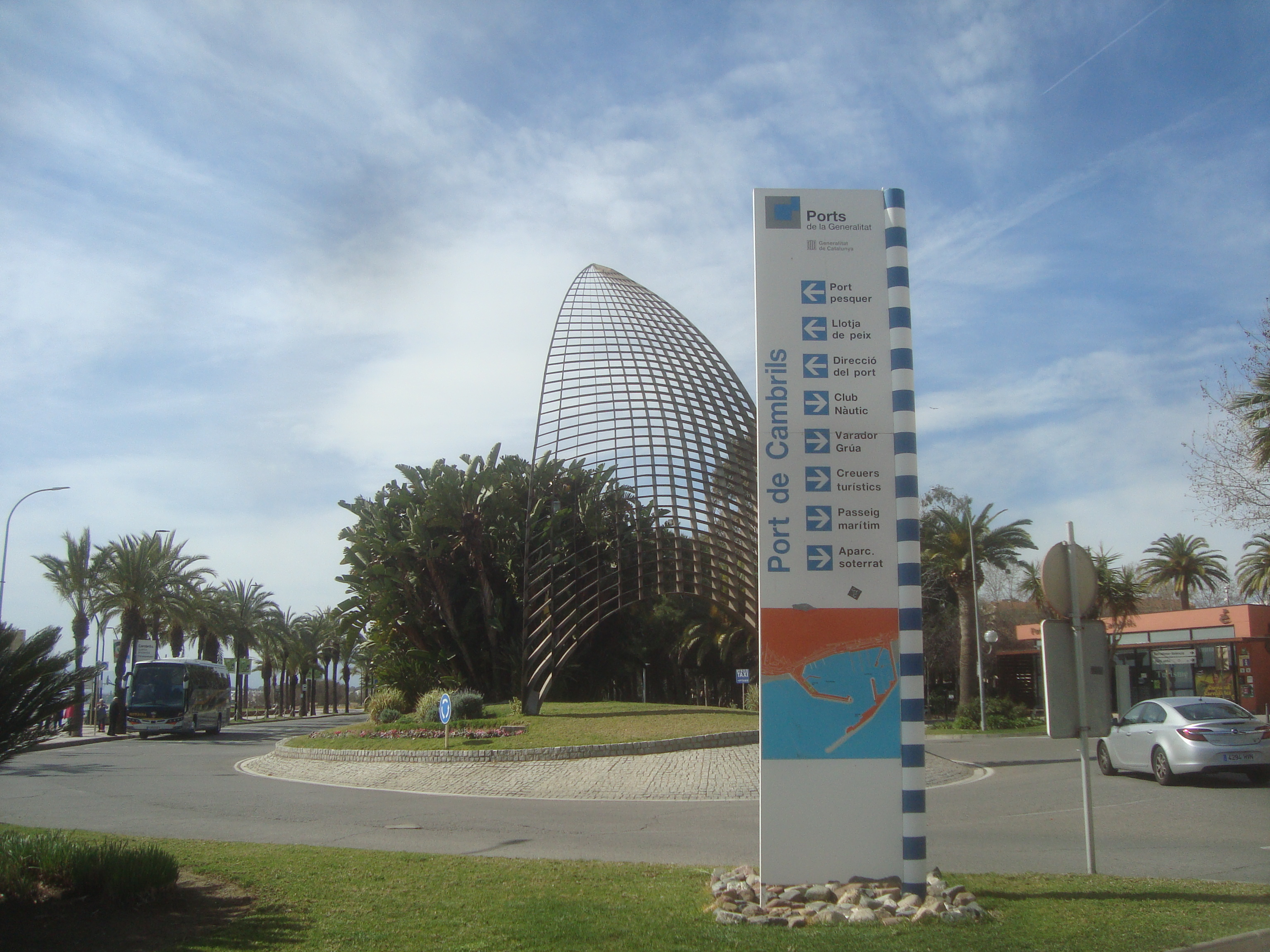
Cambrils

## Biến động dân số

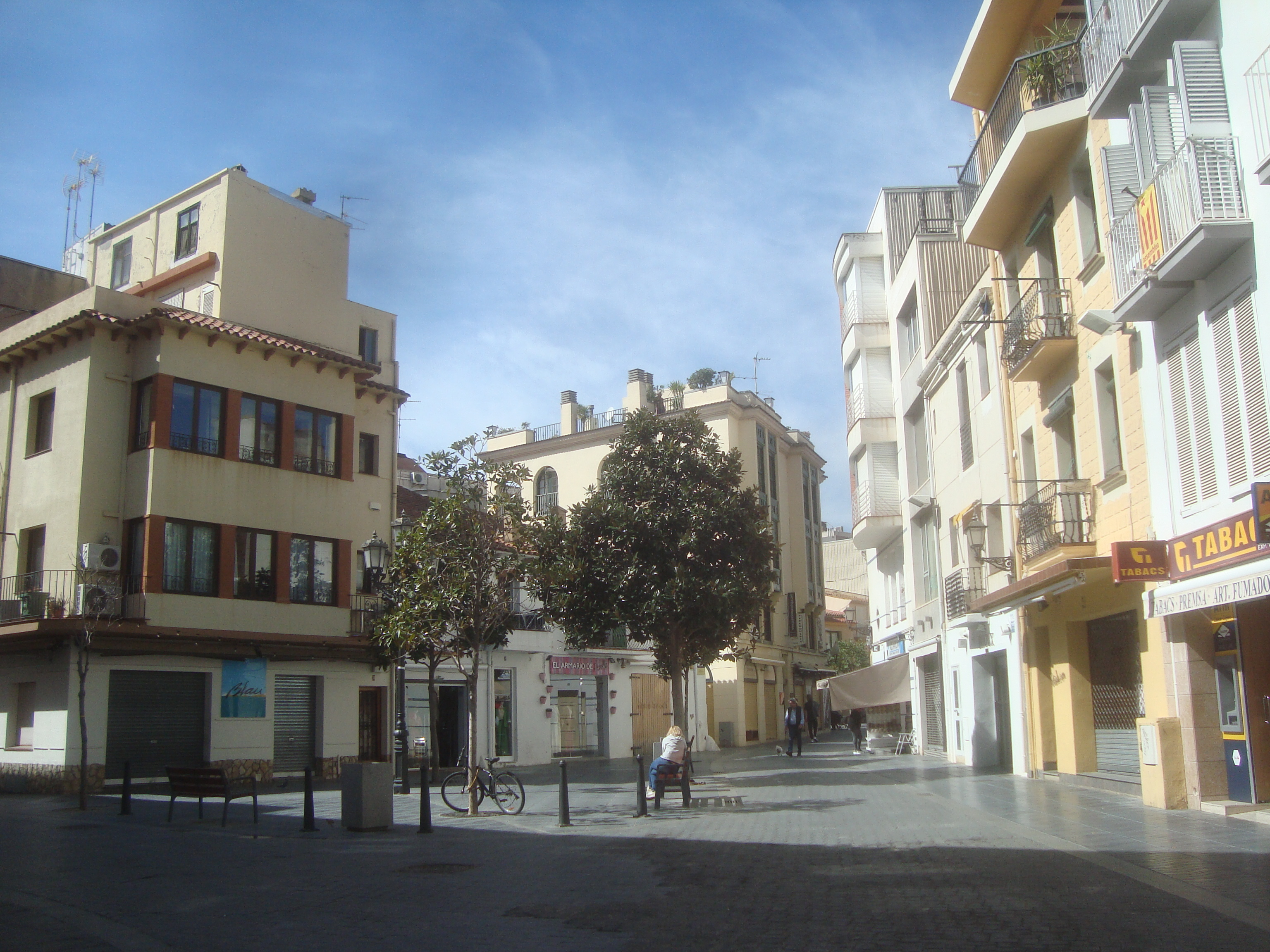
Cambrils

| 1900 | 1930 | 1950 | 1970 | 1986  | 2005   |
| ---- | ---- | ---- | ---- | ----- | ------ |
| 2653 | 3783 | 4076 | 7313 | 13752 | 26.209 |